# Александар Васиљевић (генерал)
Александар Васиљевић (Витковац, код Краљева, 8. јул 1938) је пензионисани генерал-потпуковник Војске Југославије и контраобавештајац. Широј јавности је познат као човек који је водио операцију „Штит“, која је довела до афере Шпегељ.

## Биографија
Рођен је 8. јула 1938. године у селу Витковац, код Краљева, а од 1944. године његова породица живи у Крагујевцу. Матурирао је 1958. године у Првој крагујевачкој гимназији, после чега је примљен у 14. класу Војне академије ЈНА у Београду. Похађао је Војну академију између 1958. и 1961. године, када у чину потпоручника преузима дужност командира питомачког вода у Подофицирској школи АБХО у Крушевцу. Од 1965. године је део органа безбедности Југословенске народне армије (ЈНА), а две године касније је завршио Школу официра безбедности у Панчеву.
Године 1973. Васиљевић је завршио Командно-штабну академију Копнене војске ЈНА, а 1977. и Школу народне одбране (данас Школа националне одбране), након чијег завршетка је у чину мајора ЈНА постављен на место помоћника начелника Одељења безбедности у Сарајевској армији, док је 1982. године постао начелник Одељења безбедности. Од 1986. до 1988. године је био начелник Првог одељења у Управи безбедности ССНО, односно Савезног секретаријата за народну одбрану СФРЈ, а од 1988. до 1990. године и командант Четврте моторизоване дивизије у Сарајеву.
Од 8. јула 1990. године је био заменик начелника Управе безбедности ССНО и на том положају је остао до 16. јуна 1991. године, када је постављен за начелника те Управе уместо дотадашњег начелника, генерал-потпуковника Марка Неговановића. Превремено је пензионисан 8. маја 1992. године, у чину генерал-мајора ЈНА.
Генерал Александар Васиљевић је током ратова у Словенији, Хрватској и Босни и Херцеговини био на положају начелника Контраобавештајне службе у оквиру Управе безбедности ССНО, а његово најактивније ангажовање током ратова је било у бици за Вуковар. На почетку рата у Босни и Херцеговини, Александар Васиљевић је превремено пензионисан, а његово учешће у овом рату је било током ослобођења Зворника. По предлогу Драгољуба Ојданића, током НАТО агресије против СРЈ 1999. године, 7. априла, генерал Васиљевић је реактивиран и враћен на положај заменика начелника Управе безбедности, а касније је постављен на место саветника за безбедност Начелника Генералштаба Војске Југославије, где се задржао до коначног пензионисања, 2001. године. Пензионисан је 31. децембра 2000. године, а коначно је напустио службу 31. марта 2001. године, током хапшења Слободана Милошевића, у чину генерал-потпуковника Војске Југославије.
У Осијеку је на Жупанијском суду 20. марта 2023. године у одсутности, неправоснажно, осуђен на 20 година затвора, ’за ратне злочине над хрватским цивилима и ратним заробљеницима у логорима на подручју Србије и Хрватске’.
Носилац је неколико југословенских одликовања, међу којима су — Орден за храброст (за учешће у акцији „Штит”), Орден рада са златним венцем, Орден народне армије са златном звездом, Орден за војне заслуге са златним мачевима, Орден народне армије са сребрном звездом и Орден за војне заслуге са сребрним мачевима. Од одликовања СР Југославије, истиче се Орден Војске Југославије првог степена.

## Контроверзе
Александар Васиљевић је према тврдњама Војислава Шешеља, један од организатора злочина на Овчари, а да су бројни ратни злочини који се њему приписују у оптужници, дела генерала Васиљевића. Хрватска је против генерала 2008. године подигла оптужницу и расписала међународну потерницу. Пензионисани генерал Војске Југославије и саветник црногорског министра полиције Недељко Бошковић је изнео тешке оптужбе на рачун бившег шефа Контраобавештајне службе Војске Југославије, генерала Александра Васиљевића. Бошковић у интервјуу за лист „Публика“ тврди да је Васиљевић трговао оружјем и војном опремом с бившим министром полиције Босне и Херцеговине, Алијом Делимустафићем. Српски контраобавештајац и бивши члан групе Паук, Југослав Петрушић, је 2010. године изнео оптужбе против генерала Васиљевића као једног од најодговорнијих за Распад Југославије и за умешаност у бројне ратне злочине током ратова у Хрватској, Босни и Херцеговини и Косову и Метохији, међу којима је и злочин у Сребреници. Он је оптужио генерала за умешаност у трговину оружјем у Руску Федерацију и Земље трећег света. У интервјуу за лист „Правда“, генерал Васиљевић је одбацио оптужбе за било какву умешаност у трговину оружјем и да тадашње руководство СФРЈ није адекватно реаговало на његова упозорења о тајном наоружању хрватских паравојних формација. О оптужбама за сарадњу са страним обавештајним службама, генерал Васиљевић је рекао да ни он ни органи безбедности ЈНА, изузев неколико појединаца, који су се тих година уплели у коло генерала Недељка Бошковића, који је наследио генерала Васиљевића након пензионисања. На оптужбе Југослава Петрушића, генерал Васиљевић је у интервјуу за лист „Правда“ одговорио да је група Паук у којој је учествовао и Југослав Петрушић, била оптужена за покушај атентата на бившег председника Србије и СР Југославије Слободана Милошевића и да су пуштени снимци једног од оптужених како се исповеда иследнику Ресора државне безбедности (РДБ), а да је један од оптужених након пребијања изнео оптужбе против генерала да је током НАТО агресије на СРЈ 1999. године, приликом посете Москви трговао оружјем. Генерал Васиљевић је учествовао у многим судским процесима пред међународним трибуналом за ратне злочине у Хагу као сведок оптужбе и суда. Генерал Александар Васиљевић је аутор књиге „Штит — акција Војне безбедности“ са поднасловом „Дневничке белешке оперативца“, али и о силним прозивкама на његов рачун, наглом пензионисању и поновном активирању за време агресије НАТО-а на СР Југославију.

## Видите још
- Књига „Штит“
- Рат у Хрватској
- Рат у Словенији
- Масакр у Овчари
- Битка за Вуковар
- Распад Југославије